# Suimanga de clatell castany
El suimanga de clatell castany (Aethopyga guimarasensis) és un ocell de la família dels nectarínids (Nectariniidae).

## Hàbitat i distribució
Habita boscos, clars i vegetació secundària de les terres baixes de les Illes Filipines de Panay, Guimaras i Negros.

## Taxonomia
Ha estat considerat part del suimanga flamíger (Aethopyga flagrans) però avui són considerades espècies diferents.